# 韵律单位
在语言学中，韵律单位（又常称语调单位或语调短语）指单一韵律轮廓（音高轮廓和节奏轮廓）所涵盖的一个话语片段。由于缩写IU的使用，其全称通常为语调单位，但其实严格说来它是韵律的单位，而不是语调的单位（后者只是韵律的一个组成部分）。
从音步、语音学意义上的词语，到完整的话语，韵律单位可以于不同层级上存在。但通常“韵律单位”一词只用于中间层级，而该层级也并无专用术语。一般地，韵律单位与词组、子句等句法单位并不对应，但它反映了大脑如何处理话语的各个方面，而在这个实时的互动和处理过程中产生了韵律单位，而句法形态单位的产生则更加自发。

## 定义性特征
韵律单位由若干语音学特征来定义，如一个连贯的音高曲线。呼吸之出现在更高级单位的边界（pausa）处。几段短的音高曲线可以承载整体的音高下降和语速减缓特征，这样的单位称作语调下降单位。在下降单位的边界处，音高和语速都会复位。故此可以称局部的最后一个曲线为终止韵律，其他的韵律单位都是延续韵律。
这两层关系图式如下：
| 语调下降单位 | 语调下降单位 | 语调下降单位 | 语调下降单位 |
| ------------ | ------------ | ------------ | ------------ |
| 延续单位，   | 延续单位，   | 延续单位，   | 终止单位。   |

## 表记方法
英语正字法中，延续韵律的边界可以以逗号标记（前提是逗号不表示语法结构，而表示韵律）；而终止韵律边界则是句号。
国际音标可以表记“次要”（单竖线）和“主要”（双竖线）的韵律中断。而实际的韵律单位不止两个层级，故可按需突出某几个层级的信息。往往，每个韵律单位会另起一行。若用单、双竖线表记延续和终止韵律边界，则有
美国英语：
Jack,
preparing the way,
went on.
[ˈdʒæk | pɹəˌpɛəɹɪŋ ðə ˈweɪ | wɛnt ˈɒn ‖ ]
法语：
Jacques,
préparant le sol,
tomba.
[ˈʒak | pʁepaʁɑ̃ lɵ ˈsɔl | tɔ̃ˈba ‖ ]
注意，法语每个韵律单位重读最后一个音节，英语中每个韵律单位最后一个重读音节是主重音。这表明重音在法语中不具有音位意义，而英语中主次重音也不具有音位意义，它们不是词语所固有的，而是韵律学上的单位。
以上的管道符号（竖线和双竖线）是语音学用法，故往往可能与英文的标点符号不对应。
但竖线也可用来标示格律中断（metrical break）。正如国际音标的说明（“音步群”和“语调群”）那样，单竖线表示音步，双竖线表示延续和终止的韵律单位。
这种用法下，每一音步群有且只有一个重音节，英语中便指有且只有一个重读音节。
在有音高降阶的声调语言（如日语）中，单竖线表示不打断话语总体音高下降曲线的次要韵律中断，双竖线可以表示延续或终止韵律，并造成音高复位。这种情况下，有些语言学家用单竖线表示，而延续韵律和终止韵律分别由逗号和句号表示。
表记非声调语言时，同样可能使用竖线、逗号和句号，此时竖线表示比逗号更次要的中断。所谓的“列表韵律”便指朗读一个列表、拼写单词或电话号码是分隔各项的韵律。

## 认知意义
在有准备的话语（演讲）中，每个韵律单位可承载大量信息；但在无准备的即席话语中，信息则有限得多。一个语调单位中很少有超过一个语义名词组（lexical noun），同时出现一个语义名词和语义动词也很罕见。其实许多语调单位是语义空白的，仅有"um"、"well..."或"y'know"等词构成。Chafe(1994)认为这反映出大脑在组织话语时处理信息能力首先。一块言语（语调单位）对应一块认知输出。跨语调单位的信息分布也可能有助于语言理解。